# Thermaerogenit
Das Mineral Thermaerogenit ist ein sehr selten vorkommendes Oxid aus der Spinell-Supergruppe mit der Endgliedzusammensetzung Cu2+Al2O4. Es kristallisiert mit kubischer Symmetrie und tritt in Form brauner, oktaedrischer Kristalle von weniger als 0,1 mm Größe auf.
Typlokalität ist die Fumarole Arsenatnaya des Tolbatschik-Vulkans auf der Halbinsel Kamtschatka in Russland.

## Etymologie und Geschichte
Spinelle sind wegen ihrer einfachen Struktur bei gleichzeitig hoher chemischer Variabilität ein beliebtes Modellsystem, um kristallchemische Gesetzmäßigkeiten oder elektrische und magnetische Eigenschaften zu studieren.
Nickelaluminate können sich bei der Verhüttung von Kupfer durch Reaktionen mit aluminiumreichen Feuerfestmaterialien der Öfen bilden. Um z.B: diese Reaktionen zu verstehen (und zu vermeiden) wurden die thermodynamischen Eigenschaften von CuAlO2 und dem Spinell CuAl2O4 Mitte des 20. Jahrhunderts untersucht. Da diese Eigenschaften von Spinellen auch von der Kationenverteilung in der Spinellstruktur abhängen, wurde die Verteilung von Cu2+ und Al3+ im synthetischen Cu-Spinellen wiederholt untersucht.
Aus der Natur waren kupferreiche Oxispinelle lange nicht bekannt. Das erste und bislang (2024) einzige natürliche Vorkommen beschrieben russische Wissenschaftler im Jahr 2018. Sie entdeckten kupferreiche Oxidspinelle, darunter auch Cu2+Al2O4 in vulkanischen Sublimationsprodukten der Arsenatnaya Fumarole des Vulkans Tolbatschik auf der Halbinsel Kamchatka in Russland. Den neuen Kupfer-Aluminat-Spinell benannten sie nach seinen Bildungsbedingungen Thermaerogenit. Dieser Name (Therm-aero-genit) setzt sich zusammen aus den griechischen Worten θερμός für heiß, αέριον für Gas und γενής, was mit “geboren aus” übersetzt wird.

## Klassifikation
Die strukturelle Klassifikation der International Mineralogical Association (IMA) zählt den Thermaerogenit zur Spinell-Supergruppe, wo er zusammen mit Chromit, Cochromit, Coulsonit, Cuprospinell, Dellagiustait, Deltalumit, Franklinit, Gahnit, Galaxit, Guit, Hausmannit, Hercynit, Hetaerolith, Jakobsit, Maghemit, Magnesiochromit, Magnesiocoulsonit, Magnesioferrit, Magnetit, Manganochromit, Spinell, Titanomaghemit, Trevorit, Vuorelainenit und Zincochromit die Spinell-Untergruppe innerhalb der Oxispinelle bildet. Ebenfalls in diese Gruppe gehören die nach 2018 beschriebenen Oxispinelle Chihmingit und Chukochenit sowie der Nichromit, dessen Name von der CNMNC der IMA noch nicht anerkannt worden ist.
In der veralteten 8. Auflage der Mineralsystematik nach Strunz ist der Thermaerogenit ebenso wenig verzeichnet, wie im zuletzt 2018 überarbeiteten und aktualisierten Lapis-Mineralienverzeichnis nach Stefan Weiß, dessen „Lapis-Systematik“ sich im Aufbau noch nach dieser alten Form der Systematik von Karl Hugo Strunz richtet.
Die von 2001 bis 2009 von der IMA verwendete 9. Auflage der Strunz’schen Mineralsystematik kennt den Thermaerogenit ebenfalls noch nicht.
Auch die vorwiegend im englischen Sprachraum gebräuchliche Systematik der Minerale nach Dana führt den Thermaerogenit noch nicht auf.
Die von der Mineraldatenbank „Mindat.org“ weitergeführte Strunz-Klassifikation, die sich im Aufbau nach der 9. Auflage der Strunz’schen Mineralsystematik richtet, ordnet den Thermaerogenit in die Klasse der „Oxide und Hydroxide“ und dort in die Abteilung „Metall : Sauerstoff = 3 : 4 und vergleichbare“ (englisch Metal : Oxygen = 3 : 4 and similar) ein. Diese ist weiter unterteilt nach der relativen Größe der beteiligten Kationen und Thermaerogenit ist entsprechend seiner Zusammensetzung in die Unterabteilung „Mit ausschließlich mittelgroßen Kationen“ (englisch With only medium-sized cations) mit der Systemnummer 4.BA. eingeordnet worden (vergleiche dazu die gleichnamige Unterabteilung in der Klassifikation nach Strunz (9. Auflage)). Eine weitergehende Einordnung in eine bestimmte Mineralgruppe gibt es bisher nicht.

## Chemismus
Reiner Thermaerogenit hat die Endgliedzusammensetzung Cu2+Al2O4 und ist das Kupfer-Analog von Spinell (Mg2+Al2O4) bzw. das Aluminium-Analog von Cuprospinell (Cu2+Fe3+2O4). Die empirische Zusammensetzung des Kupfer-Aluminium-Spinells aus der Typlokalität ist
- (Cu2+0,619Zn0,422)(Al1,523Fe3+0,443Cr3+0,007)O4[2]

Thermaerogenit bildet Mischkristalle mit Gahnit, Cuprospinell und Spinell entsprechend er Austauschreaktionen
- Cu2+ = Zn2+ (Gahnit)
- Cu2+ = Mg2+ (Spinell)
- Al3+ = Fe3+ (Cuprospinell)

## Kristallstruktur
Natürlicher Thermaerogenit kristallisiert mit kubischer Symmetrie der Raumgruppe Fd3m (Raumgruppen-Nr. 227) und dem Gitterparameter a = 8,093(9) Å sowie 8 Formeleinheiten pro Elementarzelle mit der Struktur von Spinell.
In diesem vorwiegend normalen Spinell ist die Tetraederposition vorwiegend mit Kupfer (Cu2+) besetzt und die Oktaederposition mit Aluminium (Al3+).

## Bildung und Fundorte

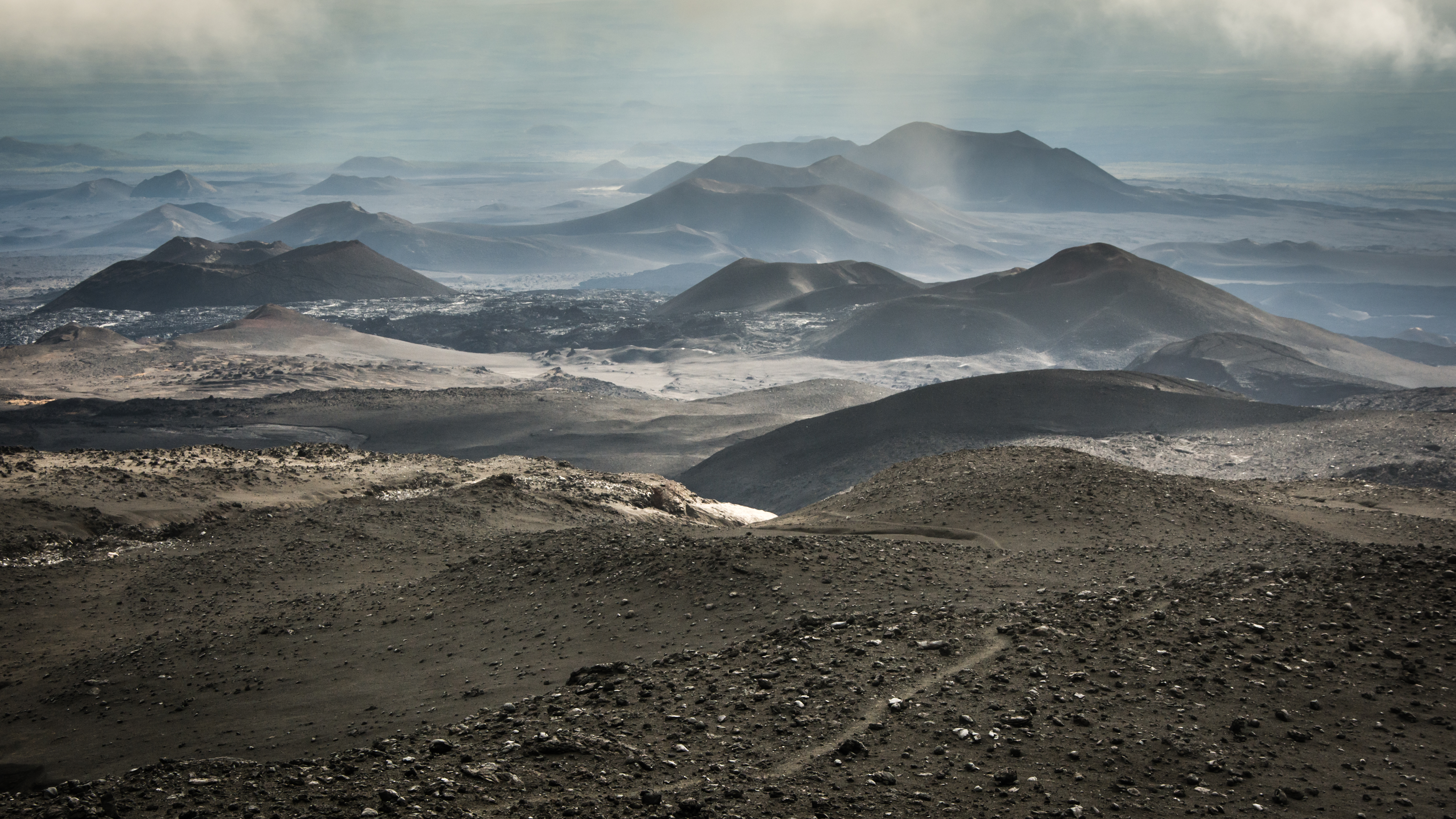
Schlackenkegel am Fuße des Vulkans Tolbachik (Kamtschatka, Russland)

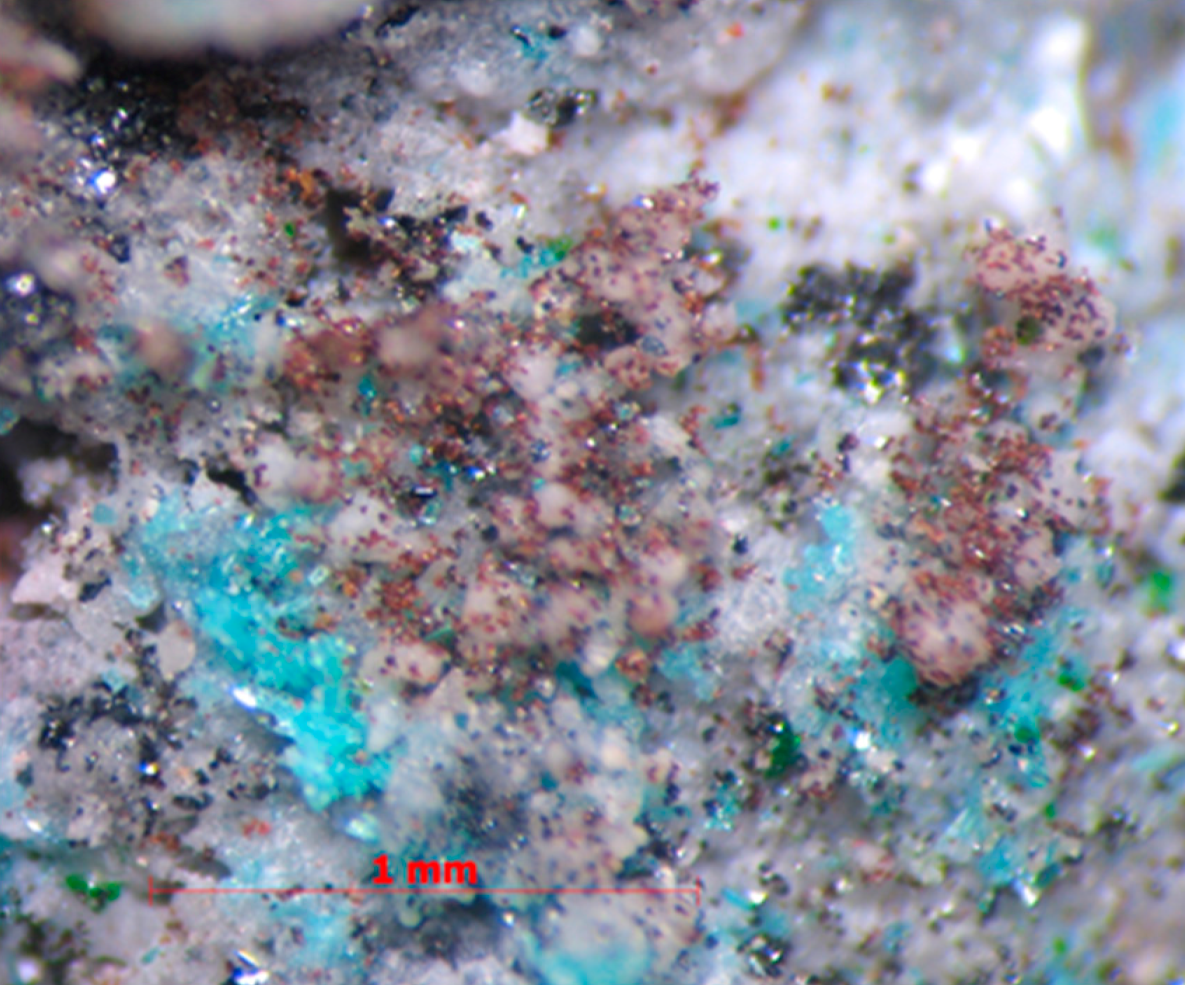
Thermaerogenit (braun) auf Langbeinit (weiß), Urusovit (hellblau), Tenorit (schwarz) und Ericlaxmanit (grün)

Thermaerogenit ist ein extrem seltenes Mineral und weltweit nur an der Typlokalität gefunden worden, der Arsenatnaya Fumarole am zweiten Schlackenkegel des nördlichen Ausbruchs der großen Spalteneruption des Tolbatschik im Jahr 1975. Die Arsenatnaya Fumarole gehört mit rund 150 Mineralen zu den mineralreichsten Fumarolen weltweit. Sie ist die Typlokalität von 67 Mineralen. Rund 30 weitere sind bislang nur unzureichend charakterisiert worden.
Die Fumarole war zum Zeitpunkt ihrer Untersuchung in den Jahren 2012 noch aktiv und setzte CO2, HF und HCl mit Temperaturen von bis zu 490 °C frei. Im Bereich der 15 m langen Fumarole sind die Spalten und Taschen des Basalts ausgekleidet mit sehr mineralreichen Krusten, die sich aus den Fumarolengasen abschieden. Die Aluminat- und Ferritspinell haltigen Paragenesen finden sich in mittleren Tiefen (1–2 m) und enthalten neben kupferreichen Spinellen (Spinell, Gahnit, Thermaerogenit, Magnesioferrit, Franklinit und Cuprospinell) eine Vielzahl von Begleitmineralen, darunter Tenorit, Hämatit, Orthoklas (As-haltige Varietät), Fluorophlogopit, Langbeinit, Calciolangbeinit, Sulfate vom Aphthitalit-Typ, Anhydrit, Krascheninnikovit, Vanthoffit, Fluoborit, Sylvit, Halit, Pseudobrookit, Rutil, Korund und die Arsenate Urusovit, Johillerit, Ericlaxmanit, Kosyrevskit, Popovit, Lammerit, Paralammerit, Tilasit, Svabit, Nickenichit, Bradaczekit, Dmisokolovit, Shchurovskyit und andere.
Die kupferreichen Spinelle gehören zu den letzten Bildungen und überkrusten die Oxide Hämatit und Tenorit sowie die Arsenate und Sulfide. Verbreitet sind epitaktische Verwachsungen von Spinellen mit der {111}-Fläche auf der {0001}-Fläche von Hämatit.